# 禁演落語
禁演落語（きんえんらくご）は、国家権力などによって自粛を強いられ、事実上、上演を禁じられた落語の演目。一般的に、第二次世界大戦のさなかに自粛対象となった53演目を指すが、本項目ではこれ以外の自粛例についても説明する。

## 禁演落語五十三種

### 同時代資料による記述
1940年（昭和15年）9月21日の『東京日日新聞』は「低俗と五十三演題の上演禁止」との見出しで、警視庁保安部が落語の内容に卑俗的で低級なものが多いとの非難の声を受け調査を実施し、同年9月20日、遊郭や遊女を扱う廓噺や間男の噺など53演目について上演禁止とする通達を発した、と報じた。
日本統治時代の台湾で刊行されていた月刊芸能雑誌『台湾芸術新報』の同年10月号は、警視庁保安部が「最近卑属的で低級なものが多いとの非難の声が昂まってきた（原文ママ）」との理由で「講談、落語協会に呼びかけその内容の検討をすすめ」「慎重審議の結果」、五十三種目について上演禁止をおこなうこととなり、各方面に通達した、とする。
一方、1941年2月20日に刊行された近藤春雄の『芸能文化読本』（昭和書房）では、「最近、三百餘種の落語を甲、乙、丙の三種に分類して、甲種は従前のまま、乙種は改訂、丙種は、五十三種に亘って全然口演を禁止する申し合せ（原文ママ）が成立した」と記述している（警視庁が禁止したとは記載せず）。

### 戦後の文献による記述
小島貞二の『禁演落語』（ちくま文庫、2002年）は、禁演落語の指定に関して以下のように記している。
1940年9月13日に講談落語協会が「艶笑もの、博徒もの、毒婦もの、白浪（しらなみ）ものなどの口演禁止」を表明したが、それはまだ「始まり」であり、協会はそれから対象となる演目の選出に入ったとする。協会は演目を「甲、乙、丙、丁」の4部門に分類し、「女郎買いもの、酒飲みもの、泥棒もの、間男もの、美人局もの、不道徳もの、残酷もの」などが「丁種」とされて五十三種となった。ただ、その決定には曲折があり、協会顧問の野村無名庵が中心になって選考されたが、野村の1943年の著書『落語通談』（高松書房）には対象となる演目が記されており、これを小島は「最初の候補ではないか」とする。また正岡容が1943年に刊行した『随筆寄席風俗』（三杏書院）で禁演落語に触れた箇所では、「昭和十五年秋」についての記述として「甲乙丙丁に分類された丁の部」の「五十三種」の演目は「当局から禁止されたのではなく、彼らが所謂自粛自戒の禁止である。その証拠には、謄写版印刷に附されているこれら上演禁止落語一覧表をその筋に提出しにいったら、先方で、では此（これ）は参考に止め置くと云う程度に受理して置こう。（中略。明確に禁止を承認すると「以後の問題が大へん喧（やかま）しくなる」、警察官が寄席で該当演目の内容を確認するのは面倒、といった反応が記される）よろしくこの種の中でも改訂して上演できるものは適当におやりなさいと云う、大へんさばけた話であったそうだ」と記していたとする。その上で小島は、翌1941年4月中旬に鈴本演芸場に主な落語家が集められて、その前で野村が禁演となる演目を読み上げ、すでに禁演の話を受け止めていた落語家からは特に異議は出ずに（ただし持ちネタに対象となる演目が多かった8代目桂文楽は渋い顔をしたという）、浅草の長瀧山本法寺に記念碑を建立することまで決まったとする。記念碑ははなし塚の名称で、同年10月30日に除幕式が実施された（揮毫は鶯亭金升）。碑の裏側に書かれた由来には
とある（由来の執筆時期は「紀元二六〇一年 昭和十六年巳 花四月」と記されている）。
柏木新は、小島の著書も踏まえて新たに調査をおこない、2010年の著書『はなし家たちの戦争―禁演落語と国策落語』（話の泉社、2010年）にその結果をまとめた。それによると日中戦争下で前年の1939年には「国民精神総動員委員会」が組織されて国民生活への統制を強め、1940年2月に警視庁が「興行取締規則」を改正して「技芸者の許可制度」を導入して芸能人に「技芸者之証」の携帯を必須化し、5月には落語家と講談師の団体が一本化されるといった時代の背景があったとする。7月6日公布・7日実施の「奢侈品等製造販売制限規則」（実施日から「七・七禁令」と呼ばれた）は、娯楽を含めた生活にさらに制限を加える形となり、芸能界も警察の規制と自粛要請を受けた。柏木は、こうした社会情勢から講談落語協会が「禁演落語」を選定するに至ったとする。柏木は、（統合された）講談落語協会が結成された1940年5月から8月までの「どこか」で対象となる演目の選定が開始されたのではないかと推測する。その傍証として、8月21日の『都新聞』に「落語公定版決定―上演不能は四十九種 満点は『芝浜』」という見出しの記事が掲載され、対象となる382の演目を「（甲）時局的に優良又は無難なもの」84種、「（乙）多少の改修を加えれば甲に準すべきもの」178種、「（丙）欠点多きもの」71種、「（丁）全然口演の資格なきもの」49種としていたとする。9月13日には講談落語協会が鈴本演芸場で総会を開いて禁演とする演目を確認して発表、15日の『朝日新聞』に出た記事では「落語も新体制―五十二種を口演禁止」と報じ、この時点では52演目だった。『読売新聞』9月15日夕刊では判定対象の演目が474、内訳が甲が160、乙が114、丙が48、丁が52と、『都新聞』掲載の総数及び内訳から変化している。「禁演落語」を協会は9月16日に警視庁に届け出た。小島貞二が野村無名庵の挙げた演目を「最初の候補」とした点について、柏木はこれらの経緯から「必ずしもそうだといいきれない」と否定した。「禁演落語」の演目数は最終的に1941年4月までのいずれかの時点で53となり、「はなし塚」に刻まれたとする。ただ、すでに記したように、1940年9月21日の時点で対象の演目数は「53」として報じられている。

### 対象となった演目
- 五人回し
- 品川心中
- 三枚起請
- 突き落とし
- ひねりや
- 辰巳の辻占
- 子別れ
- 居残り佐平次
- 木乃伊取り
- 磯の鮑
- 文違い
- 茶汲み
- よかちょろ
- 廓大学
- 明烏
- 搗屋無間
- 坊主の遊び
- 白銅
- あわもち
- 二階ぞめき
- 高尾
- 錦の袈裟
- お見立て
- 付き馬（早桶屋）
- 山崎屋
- 三人片輪
- とんちき
- 三助の遊び
- 万歳の遊び
- 六尺棒
- 首ったけ
- おはらい
- 目ぐすり
- 親子茶屋
- 宮戸川
- 悋気の独楽
- 権助提灯
- 一つ穴
- 星野屋
- 三人息子
- 紙入れ
- つづら間男
- 庖丁
- 不動坊
- つるつる
- 引越しの夢
- にせ金
- 氏子中
- 白木屋
- せんきの虫
- 蛙茶番
- 駒長
- 後生うなぎ

小島貞二は『五人回し』から『おはらい』までの32演目が「廓ばなし」に含まれるとする。また『よかちょろ』は『山崎屋』の前半を初代三遊亭遊三が切り出して作った演目のため、小島貞二は「一緒と考えると、禁演落語は五十二種になる」と記している。柏木新は「艶笑もの、博徒もの、毒婦もの、白浪もの」と標榜されながら、実際の対象演目には「博徒もの」と「白浪もの（あるいは泥棒もの）」は一つも含まれていないと指摘し、実際の内訳を廓ばなしが32、「妾を扱った噺」が4、「不義・好色の噺」が16、それに「残酷な噺」を1と分類した。廓や好色を扱った演目が多くなった点について柏木は、戦争を遂行する国家権力にとって、それらの演目の「人間的な面」が不都合だったのではないかと考察する。

### 影響
禁演が決まった演目に限らず、きわどい内容の古典落語は避けられるようになり、無難な演目、さらには新作落語が多く演じられることとなったと、当時の落語家は証言している。新作はおおいに流行して、複数の作家集団ができたり、柳家金語楼（作家としては「有崎勉」の筆名を使用）や紙切り芸人となっていた初代林家正楽らが大量の新作を作ったりした。
一方、小島貞二は、戦時中に「軍部のおえら方」の宴会で「そういうはなしを演れ」と言われて『品川心中』を最初から最後まで演じたという、「ある師匠」からの聞き書きを記している。柏木新も、当時の落語家が軍の慰問の際に、将校の前では禁演落語の演目を演じることを求められていたと（林家彦六の著書『正蔵一代』の記述も引いて）述べている。また、正岡容が中心となって1942年11月から1944年10月まで、8月を除く毎月1回大塚鈴本演芸場で開いた「寄席文化向上会」では、禁演落語の演目に含まれていた『三枚起請』が2回（桂小文治と笑福亭松鶴）演じられた記録がある。正岡は前出の『随筆寄席風俗』において、「わざわざ落語界から自粛する」ことを批判し、「禁演落語」の対象についても再検討が必要という意見を持っていた。

### 禁演解除
戦後の1946年（昭和21年）9月30日「禁演落語復活祭」によって解除された。

### 五十三種のその後
「はなし塚」建立60年目の2001年（平成13年）、落語芸術協会による法要が行われ、2002年（平成14年）からは毎年はなし塚まつりが開催されている。この背景には、従来落語協会と共催していた「圓朝まつり」（全生庵）が落語協会の単独開催になり、落語芸術協会が独自の行事を開始したという事情がある。
2003年（平成15年）より、毎年8月下席の浅草演芸ホール夜興行は「禁演落語の会」と銘打ち、落語芸術協会が評論家の解説をつけて禁演落語であった53演目のいずれかを口演している。
落語立川流の立川談之助は、全国各地の公演で独自に禁演落語を演じるとともに、現行の日本国憲法の大切さを訴えることをライフワークにしている。また、前出の「禁演落語の会」は落語芸術協会の芝居ではあるが、談之助は毎年常連の演者として顔付けされている。

## 自粛禁演落語廿七種
1947年（昭和22年）5月30日、進駐軍（占領軍）の検閲機関である連合国軍最高司令官総司令部民間情報教育局（CIE）の指示に応じる形で、「婦人を虐待するもの、仇討ちもの、宗教の強要、征服もの」と見なされた27演目が落語協会と日本藝術協会（落語芸術協会の前身）の連名で選ばれ、自粛対象となった。しかし自粛の意味が不明瞭だったため、1949年（昭和24年）4月には「禁演落語復活法要」が営まれて禁演措置は解除された。

## 現代において放送・上演を自粛している演目
憲法によって表現の自由が保証されている今日の日本では、国家権力などによる禁止演目は一応存在しないことになっているが、放送が自粛されていたり、放送に当たって一部改変を余儀なくされていたりする演目が少なからずある。演じたものの音声の一部が加工されて放送されていることも多い。放送のみならずいわゆるホール落語でも、上演された新作落語が、人権団体の抗議に応じた公的機関によって、自粛を要請された例がある。障がい者を主題とする演目で、上演や資料の紹介自体がタブー視されているものもある（例えば『八九升』など）。
1970年代には、NHKで5代目柳家小さんの『道灌』に出てくる「賤の女」という言葉が問題とされた。また、直接の禁演ではないが5代目柳家つばめが1968年3月24日放送の『日曜演芸館』（NETテレビ）で、当時の現職総理大臣である佐藤栄作を揶揄する内容の新作『佐藤栄作の正体』を口演したところ、後日担当プロデューサーが処分を受けてつばめもNETの他番組司会を降板させられる事態が起きている。
1988年にCBSソニーから発売された8代目柳家小三治のCD・カセットテープ『鼠穴』では、鈴本演芸場独演会で当時報道されていた昭和天皇の病状について語ったくだりが問題となり発売直前にいったん回収、その部分をカットしてから再発売となった。
また、プラットフォームでのオンライン配信による実演の場合、配信元のコミュニティガイドラインに基づいて一方的に配信がいったん停止される可能性があるため、出囃子などの音曲カット・配信を自粛する傾向もある。
新作落語の作者でもあり演者でもある林家彦いちは、時代の流れで女性蔑視などの噺が淘汰されてゆく可能性を2021年に指摘している。
また、寄席での定席興行などにおいては、この日に来場している身体面などで支障がある観客（例として「目の不自由なお客様」「{車椅子のお客様」など）の情報を前座が「根多（ネタ）帳」に付箋で貼り付けて、演者がそうした観客に配慮する形で噺を演じられるように工夫がされている。